# Alice et June (chanson)
Cet article concerne la chanson d'Indochine. Pour l'album du même groupe, voir Alice et June Tour.
Singles de Indochine
Drugstar (Remasterisé) Ladyboy
Pistes de Alice et June
Les Portes du soir Gang Bang
Alice et June est une chanson d'Indochine parue sur le double-album du même nom en 2005.
Tout comme l'album dont elle est extraite, cette chanson est inspirée de l'univers d'Alice au pays des merveilles, roman de Lewis Carroll, paru en 1865. Dans le clip de ce morceau, on voit Nicola Sirkis, le chanteur, marcher dans une rue, avec plusieurs filles et plusieurs garçons en train de courir. Les autres membres du groupe y apparaissent brièvement.

## Classements par pays
| Pays     | Meilleure position |
| -------- | ------------------ |
| France   | 16                 |
| Belgique | 2                  |
| Suisse   | 52                 |
| Suède    | -                  |